# سانبورن (ويسكونسن)
سانبورن (بالإنجليزية: Sanborn, Wisconsin)‏ هي بلدة تقع بولاية ويسكونسن في الولايات المتحدة. تأسست عام 1899، تبلغ مساحتها 416.9 (كم²)، وترتفع عن سطح البحر 224 م، بلغ عدد سكانها 1331 نسمة في عام 2010 حسب إحصاء مكتب تعداد الولايات المتحدة وتصل الكثافة السكانية فيها 3.3 نسمة/كم2.

## وصلات خارجية
- The US50 - Cities and Towns in Wisconsin State
- Wisconsin Cities and Towns, Facts, Map, Flag, Colleges, Government, and More